# Ostrov (kraj Wysoczyna)
Ostrov – wieś i gmina w Czechach, w powiecie Havlíčkův Brod, w kraju Wysoczyna. 1 stycznia 2014 liczyła 126 mieszkańców.